# Giacca (cavallo)
Giacca è stata una cavalla dal manto baio. È anche la terza cavalla più vittoriosa del XX secolo al Palio di Siena (e la prima tra le femmine), grazie ai suoi sei successi in questa manifestazione.

## Carriera
La fama di Giacca è legata unicamente alla sua carriera al Palio di Siena

### I fortunati esordi (1919 - 1920)
Giacca esordisce a Siena il 2 luglio 1919, il Palio della ripresa dopo la prima guerra mondiale. La cavalla viene assegnata alla Contrada del Leocorno e montata da Ottorino Luschi detto Cispa. Dopo una corsa molto turbolenta, che vede molte contrade alternarsi al comando, il Leocorno riesce, all'ultimo giro, a guadagnare la testa della corsa. Giacca prosegue la sua corsa arrivando per prima alla conclusione e guadagnando la sua prima vittoria.
L'animale torna a correre il Palio il 16 agosto dello stesso anno, stavolta nella Nobile Contrada del Bruco, sempre con Ottorino Luschi detto Cispa. Partita indietro, realizza un Palio incolore.
Corre ancora l'anno seguente, il 16 agosto 1920, quando arriva in sorte ancora una volta alla Nobile Contrada del Bruco, che la affida al fantino Nello Manganelli. Ancora una volta non riesce a ripetersi nel risultato del luglio 1919, non arrivando nemmeno nelle prime posizioni.

### I periodi di assenza e le nuove vittorie (1921 - 1927)
Dopo la prova poco brillante del 1920 la cavalla è protagonista di un lungo periodo di assenza dal Palio di Siena, interrotto il 16 agosto 1924. Giacca viene assegnata alla Contrada della Chiocciola con il fantino Angelo Meloni detto Picino. Dopo una partenza in prima posizione, ingaggia un testa a testa con la Torre. Picino cade da cavallo, lasciando Giacca scossa. La cavalla continua la sua corsa, riportando la seconda vittoria a Siena.
Per rivedere Giacca in Piazza del Campo, si devono attendere altri due anni. Il 2 luglio 1926 la cavalla viene assegnata alla Contrada della Pantera, che monta Aldo Mantovani detto Bubbolo. Realizza una buona partenza e alla fine del primo giro è già prima. Mantiene la sua posizione fino alla fine, vincendo per la terza volta. Con questa corsa Giacca realizza un record di velocità per l'epoca, quando si correva con cavalli molto più lenti e meno allenati di quelli di oggi.
La cavalla corre ancora il 16 agosto dello stesso anno e viene data in sorte alla Nobile Contrada dell'Oca, che la affida a Angelo Meloni detto Picino (con il quale ha già vinto nel 1924). L'accoppiata parte in prima posizione, ma verso la fine del primo giro il fantino cade e Giacca viene superata da altre contrade.
Il 2 luglio 1927 Giacca corre nella Contrada del Drago, con Edoardo Furi detto Randellone. Dopo una partenza molto buona il fantino cade al secondo giro e la cavalla non raggiunge la vittoria.
Il 16 agosto 1927 Giacca torna, e corre per la Nobile Contrada del Nicchio con il fantino esordiente Umberto Baldini detto Bovino. La cavalla parte in testa e prosegue la sua corsa al comando per tutto il percorso di Piazza del Campo, riportando una vittoria molto netta (per lei la quarta) con un fantino inesperto.

### Gli ultimi successi (1928 - 1929)
Il 2 luglio 1928 Giacca corre per la seconda volta nella Contrada del Leocorno, che la affida a Edoardo Furi detto Randellone. Il fantino trattiene la Civetta alla mossa e praticamente non corre il Palio, nonostante Giacca sia la favorita, e si guadagna una squalifica a vita, non solo per quell'atto, ma per tutte le grandi scorrettezze esercitate durante la sua carriera.
Anche il 16 agosto Giacca corre a Siena, nella Contrada della Chiocciola con Umberto Baldini, senza però riuscire a vincere.
La cavalla è protagonista anche del Palio straordinario dedicato al VI festival internazionale di musica moderna del 14 settembre 1928. Corre nella Contrada Capitana dell'Onda con Romolo Maggi detto Sgonfio. Dopo una buona partenza la cavalla si porta in prima posizione in seguito ad un lungo confronto con l'accoppiata della Chiocciola ed arriva alla sua quinta vittoria.
Il 2 luglio 1929 la cavalla corre il suo ultimo Palio. Torna per la terza volta nella stalla della Contrada del Leocorno e viene montata da Ferruccio Funghi detto Porcino. Parte benissimo e conduce tutta la corsa, conquistando la sua sesta ed ultima vittoria, ancora una volta molto nettamente, finendo in bellezza la sua carriera.

## Presenze al Palio di Siena
Le vittorie sono evidenziate ed indicate in neretto.
| Palio             | Contrada   | Fantino                               |
| ----------------- | ---------- | ------------------------------------- |
| 2 luglio 1919     | Leocorno   | Ottorino Luschi detto Cispa           |
| 16 agosto 1919    | Bruco      | Ottorino Luschi detto Cispa           |
| 2 luglio 1920     | Bruco      | Nello Manganelli                      |
| 16 agosto 1924    | Chiocciola | Angelo Meloni detto Picino            |
| 2 luglio 1926     | Pantera    | Aldo Mantovani detto Bubbolo (scosso) |
| 16 agosto 1926    | Oca        | Angelo Meloni detto Picino (scosso)   |
| 2 luglio 1927     | Drago      | Edoardo Furi detto Randellone         |
| 16 agosto 1927    | Nicchio    | Umberto Baldini detto Bovino          |
| 2 luglio 1928     | Leocorno   | Edoardo Furi detto Randellone         |
| 16 agosto 1928    | Chiocciola | Umberto Baldini detto Bovino          |
| 14 settembre 1928 | Onda       | Romolo Maggi detto Sgonfio            |
| 2 luglio 1929     | Leocorno   | Ferruccio Funghi detto Porcino        |